# 8405 Asbolus
8405 Asbolus è un asteroide centauro. Scoperto nel 1995, presenta un'orbita caratterizzata da un semiasse maggiore pari a 18,0150872 UA e da un'eccentricità di 0,6206500, inclinata di 17,63353° rispetto all'eclittica.
L'asteroide è dedicato a Asbolo, centauro della mitologia greca.
Una sessione osservativa con il telescopio spaziale Hubble nel 2000 ha permesso di individuare una macchia circolare chiara che contrasta fortemente con la colorazione scura dell'asteroide. Si ritiene che si tratti di un cratere risultante dall'impatto con un altro corpo avvenuto non più di 10 milioni di anni fa.
Gli studi con il telescopio spaziale Spitzer hanno permesso di determinare le dimensioni di Asbolo in circa 80 km.